# Heerlijkheid ten Bulcke
De heerlijkheid ten Bulcke was tussen 1365 en 1795 een Vlaamse dorpsheerlijkheid, gelegen op het grondgebied van de Meense deelgemeente Rekkem in de Belgische provincie West-Vlaanderen. De dorpsgronden lagen op de oostelijke oever van de Leie langs de verbindingsweg Rekkem-Moeskroen kortbij de huidige Belgisch-Franse grens. In het centrum van haar historisch parochiecentrum staan nog steeds het kasteelhof en de van oorsprong middeleeuwse parochiekerk van Sint-Niklaas. De Rekkemse wijk ten Bulke herinnert aan de oorspronkelijke locatie.

## Betekenis
Bulck is het toponiem voor een hoger gelegen met water omsloten of omheind agrarisch perceel. In het geval van ten Bulcke was de "beluiking" de Purgatoire- en Risquons-toutbeek.

## Geschiedenis

### Voorgeschiedenis

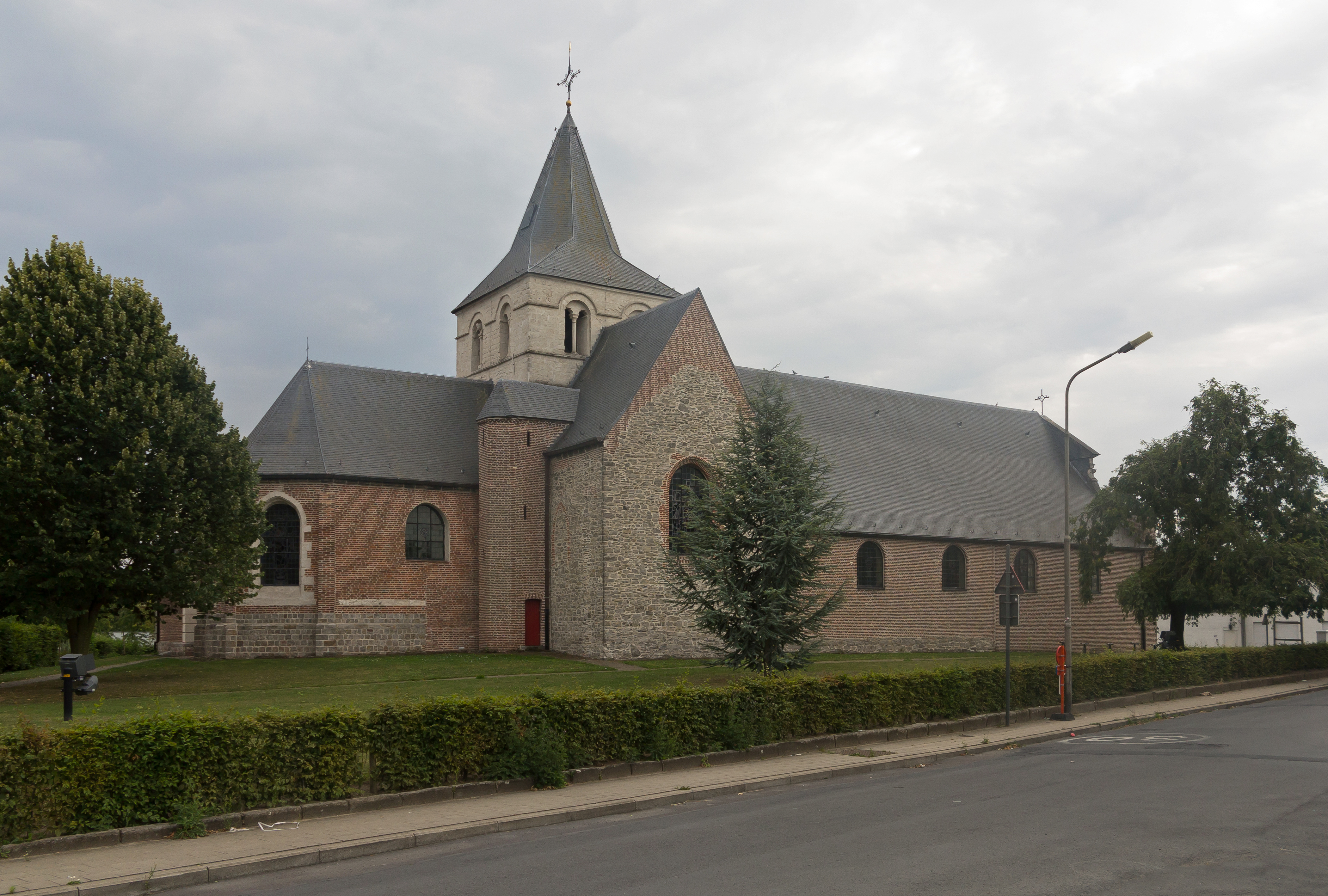
Sint-Niklaas parochiekerk

In 1163 was er reeds sprake van een ecclesia of parochiekerk te Rekkem. Dit betreft een Romaanse driebeukige kruiskerk die tot de Franse Revolutie gewijd was aan Onze-Lieve-Vrouw en nu bekend staat als de parochiekerk Sint-Niklaas.
Tussen 1324 en 1328 was er de Opstand van Kust-Vlaanderen eindigend met de nederlaag in de Slag bij Kassel met Nikolaas Zannekin (van Lampernisse). Los van de schade aan eigendommen werden de opstandelingen vervolgd, onteigend en terechtgesteld. Hun eigendommen werden vervolgens herverdeeld onder de Franse getrouwen. Een belangrijke rol was hierbij weggelegd voor de gouverneur van Brugge: Roger Brisetête - Rogier Briseteste (1300-1353) die na het overlijden van zijn eerste 21-jarige echtgenote Margareta van Steelant (1330-1351) huwde met Catherina Van Rechem.
Midden 14de eeuw teisterden de zwarte dood en hongersnood de streek. Eind 1382 volgde een nieuwe confrontatie met een Frans leger in de Slag bij Westrozebeke waarna opnieuw sommige Vlaamse Heren hun bezittingen verloren.

### Ten Bulcke

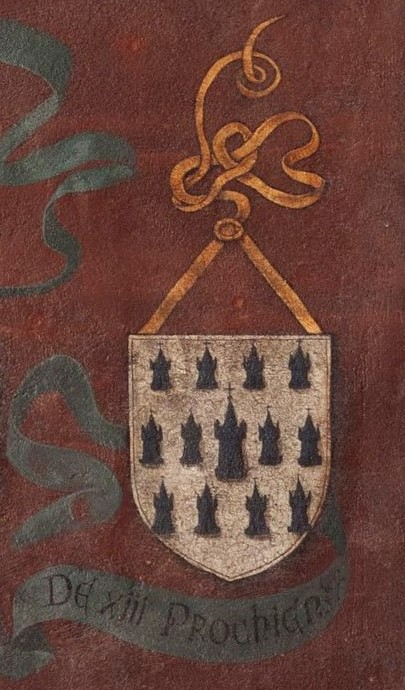
13 parochiën

#### Ontstaan
Vanaf 1365 is er sprake van de heerlijkheid ten Bulcke gehouden door Gillis van Rechem, een heerlijkheid zonder foncier, die net als ten Dale, te Spaus, De Drie Bunders en ter Triest afgesplitst werd van deze van ter Hagen. Via de parochie Van Rechem viel de heerlijkheid onder de controle van de Roede der Dertien Parochieën van de kasselrij Kortrijk.
Het ontstaan van de heerlijkheid was wellicht gedreven door enerzijds de nood aan meer voedsel door de hongersnood en de groei van naburige steden en anderzijds de behoefte aan lokale controle over dit expansief gebied.

#### Algemeen

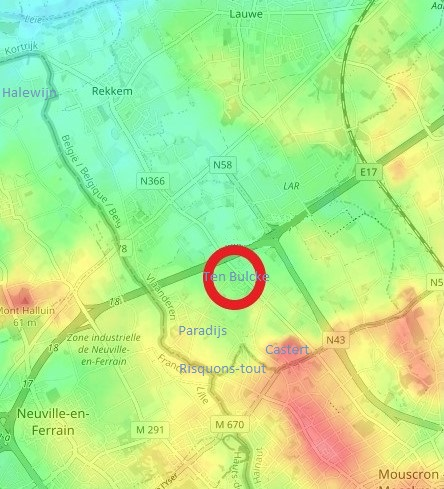
Locatie heerlijkheid en hedendaagse wijk

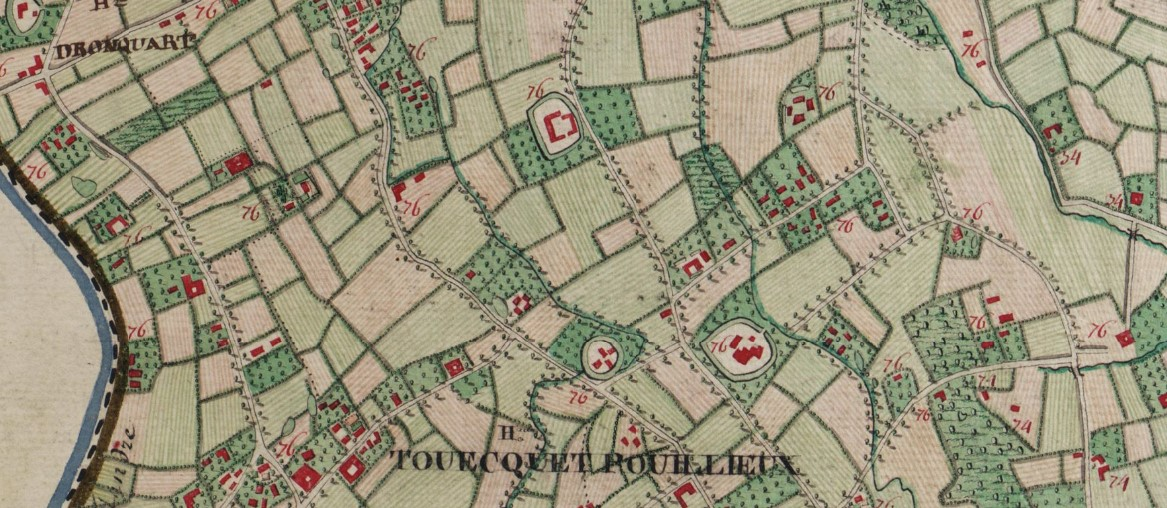
Ferraris kaart 1777 - ten Bulcke rechtsboven tussen Dronquart en Touecquet Pouilleux (Paradijs)

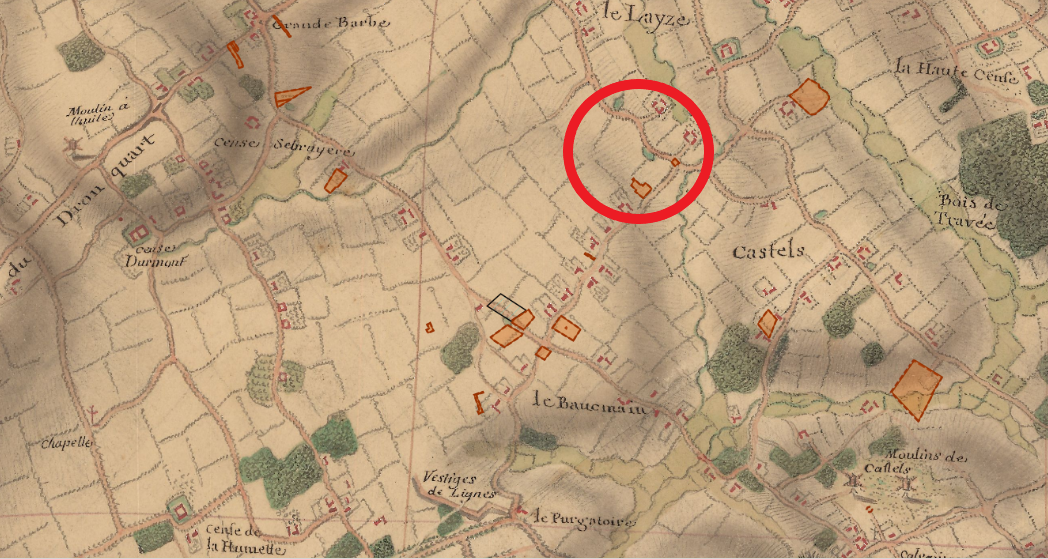
Villaretkaart 1745 - ten Bulcke noordelijk van Castert en haar molens

Ten Bulcke was oorspronkelijk een aaneengesloten geografische gebied maar raakte door de eeuwen heen versplinterd. Het lag ten zuiden van een oude Romeinse heirweg nu gekend als de Dronckaertstraat. In het zuiden werd de heerlijkheid begrensd door de Purgatoire- en de Risquons-toutbeek. Haar openlucht vierschaar bevond zich op een pleintje aan het kruispunt van een onbenoemde weg westelijk van de Schelpenstraat met de strate van MoSSckeroen nar Reckem . Die laatste is nu gekend als de Grote Weg en de Castertstraat (N366 Moeskroen-Rekkem). Mogelijks is voetweg 37 een laatste restant van de onbenoemde weg. De centrale gronden bevonden zich onder en tussen de huidige E17 en het kruispunt van de Castertstraat met de Schelpenstraat.
Samen met andere heerlijkheden en gehuchten zoals 't Hemelryck (later Touecquet Pouilleux en Paradijs) en Risquons-Tout lag de heerlijkheid in de Rekkemse vallei. Deze vallei is omgeven door drie heuvels: de Castert (52m) op de grens met Moeskroen, de Halewijnberg (59m) in het Franse Halluin en de Lauweberg (52m) te Lauwe.

#### Agricultuur
Ten Bulcke lag in de vruchtbare Vlaamse Zandleemstreek. Door de introductie van de risterploeg en het drieslagstelsel werden de landbouwgronden nog productiever en rendabeler. Er zijn vermeldingen van haver als zomergewas. Rond de hoeves stonden meestal fruitbomen voor eigen gebruik en er waren ook losse boomgaarden.
De streek had vanaf de 15de eeuw diverse molens. De meeste waren te vinden in het aangrenzend gehucht Castert, ook gekend als Kasteelheuvel of Kattesteert. Vanaf 1451 wordt de molen Dumoulin vermeld. Midden 19de eeuw waren er nog drie molens: de oude staakmolen Dumoulin, de houten Oliemolen en de molen Vandeputte.

#### Bewoners
Gezien het agrarisch karakter waren de meeste bewoners actief in de landbouw. Sommige bewoners van ten Bulcke verhuisden in de beginperiode al naar aangrenzende gebieden als Aalbeke, Lauwe, Rekkem en Kortrijk, maar na 1400 ook naar aangrenzende roedes en kanselrijen. In de nieuwe gebieden werden ze bekend onder hun herkomstfamilienaam Van den Bulcke of Bulkaert.
Nadat in 1396 Margaretha van Male van haar hoogbejaarde tante Johanna van Brabant het hertogdom Brabant verkreeg, verschijnt Lambert Van den Bulcke in de bijvang van Lier te Nijlen en op latere leeftijd in de stad Lier. Hij is de directe stamvader van de familie Van den Bulck(e) in de provincie Antwerpen en via nazaten ook van de Van den Bulken rond Lansingerland in de Nederlandse provincie Zuid-Holland.

#### Beheer
De heer had het recht op gevonden goederen, nalatenschappen van bastaarden en vreemdelingen. Hij mocht ook de lagere boetes opleggen.

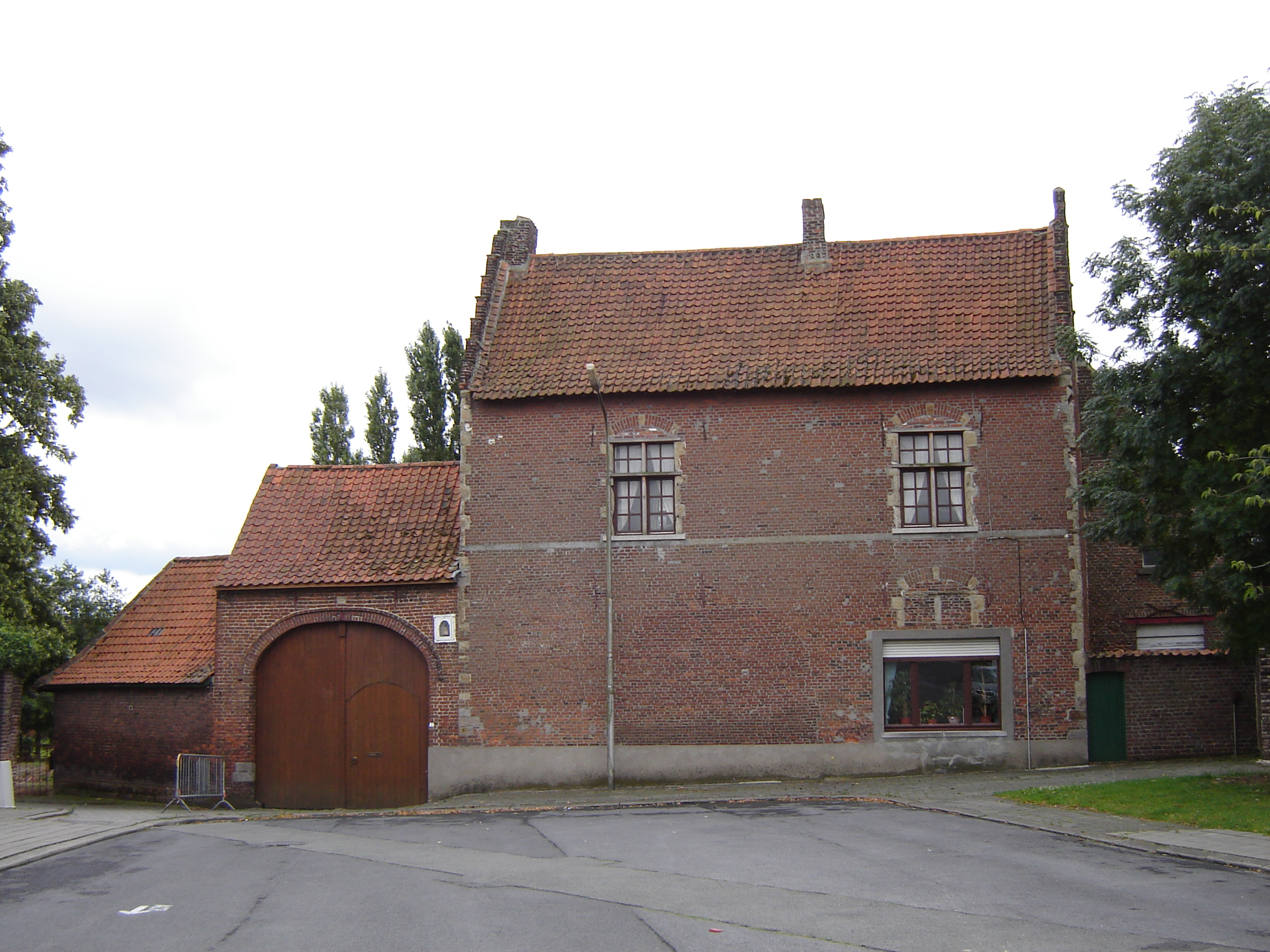
Kasteelhof te Rekkem-centrum

Het lokaal beheer gebeurde door een baljuw en een volle schepenbank met zeven schepenen. De baljuw mocht een stedehouder en sergant aanstellen. In de vierschaar was hij voorzitter en soms ook aanklager in zaken van de lokale lagere rechtspraak. Het Kasteelhof in centrum van Rekkem wordt vermeld als de verblijfplaats van baljuws. In 1618 onder heer Piere D'Ablaing was de baljuw Pieter de Bersacques.

#### Renteboek van de heerlijkheid Vanden Bulcke (1618)
Pieter de Bersacques was een gezworen landmeter, baljuw, ontvanger en opsteller van het Rentebouck vande heerlichhede vanden Bulcke inde prochie van Reckem. Hij was de vader van Louis de Bersaques. Het renteboek is een set van 72 grotendeels perkamenten pagina's van klein formaat. De eerste en laatste 12 zijn onbeschreven. In het midden bevinden zich 48 pagina's met informatie en kaarten.
In 1618 waren de gronden van ten Bulcke verdeeld over minstens 5 gebieden. Het grootste gebied lag rond de vierschaar waarvan de oostelijkste delen behoorden aan de hoeve Deurwaarders, gelegen oostelijk van de Moeskroenstraat in het verlengde van de Schelpenstraat (afb. 4). Verder waren er meerdere percelen aan weerszijde van de toenmalige Lage Weg nu gekend als de Neerweg, een grote groep oostelijk van de Bosweg aan de grens met Lauwe, een los perceel aan dezelfde Bosweg tussen Deurwaarders en Bas Fossés - Lage sloten en één buiten het oorspronkelijk geografisch gebied in oud-Rekkem op de Priester Coulonstraat zuidelijk van Steenland (afb. 1). Grond 9 staat niet in het renteboek en was dus rentevrij of niet langer in bezit.
- Gronden volgens het Renteboek van ten Bulcke (1618), Hoge Raad van Adel - Den Haag, archief van Slingelandt, inventarisnr. 1454

"Gronden
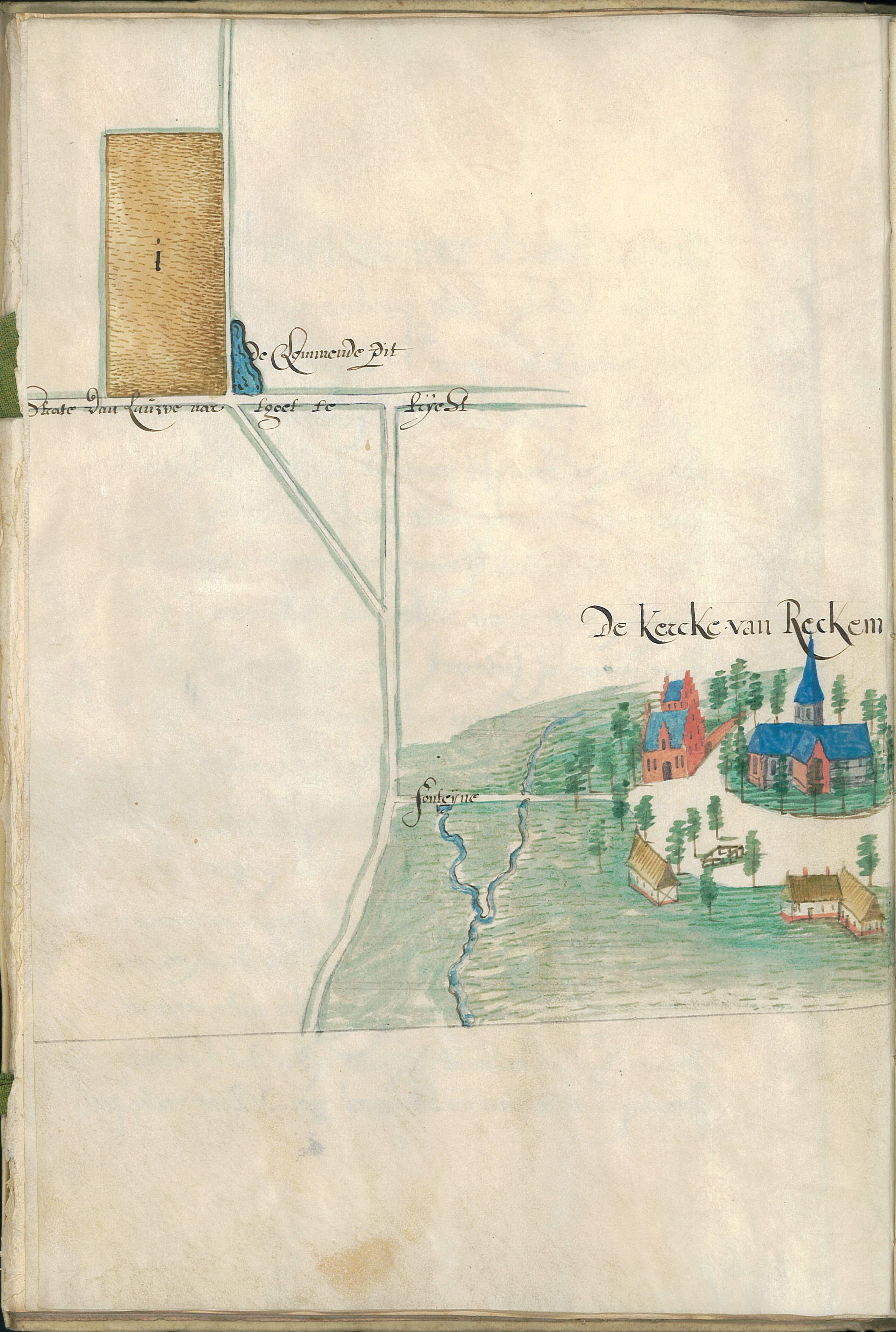
(1) Eerste grond: hoek Priester Coulonstraat en De Clemmende Put
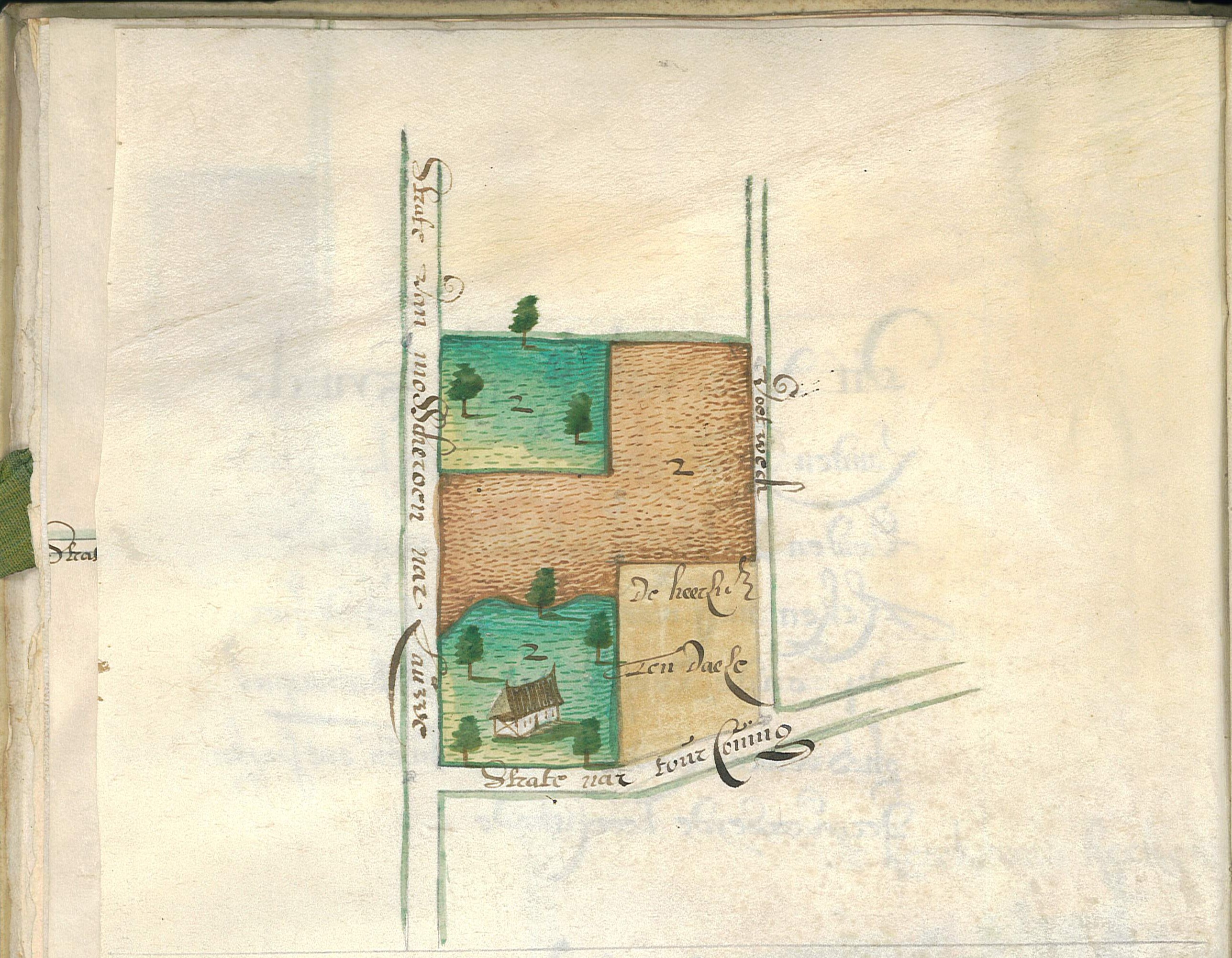
(2) Tweede grond
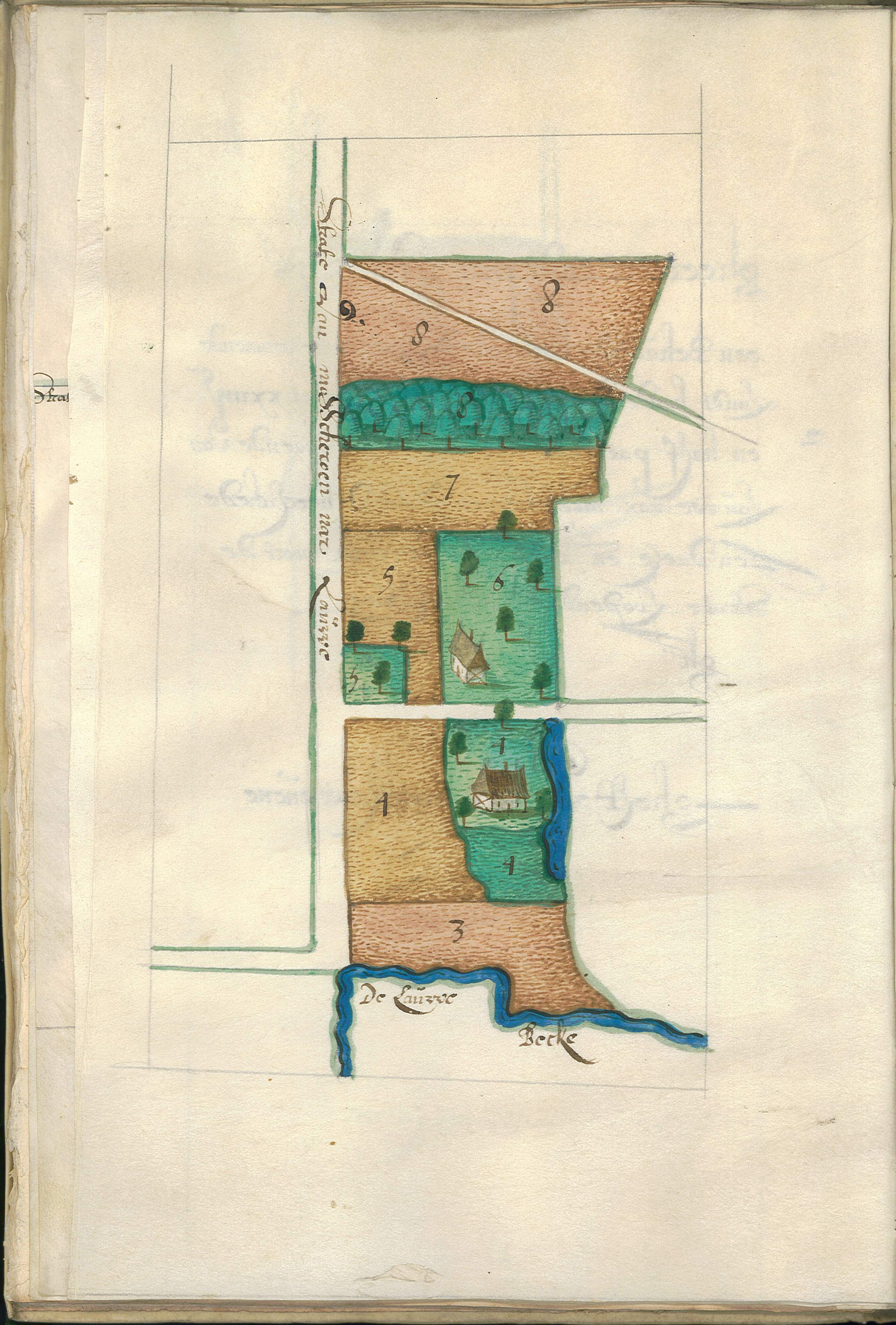
(3) Gronden 3 tot 8
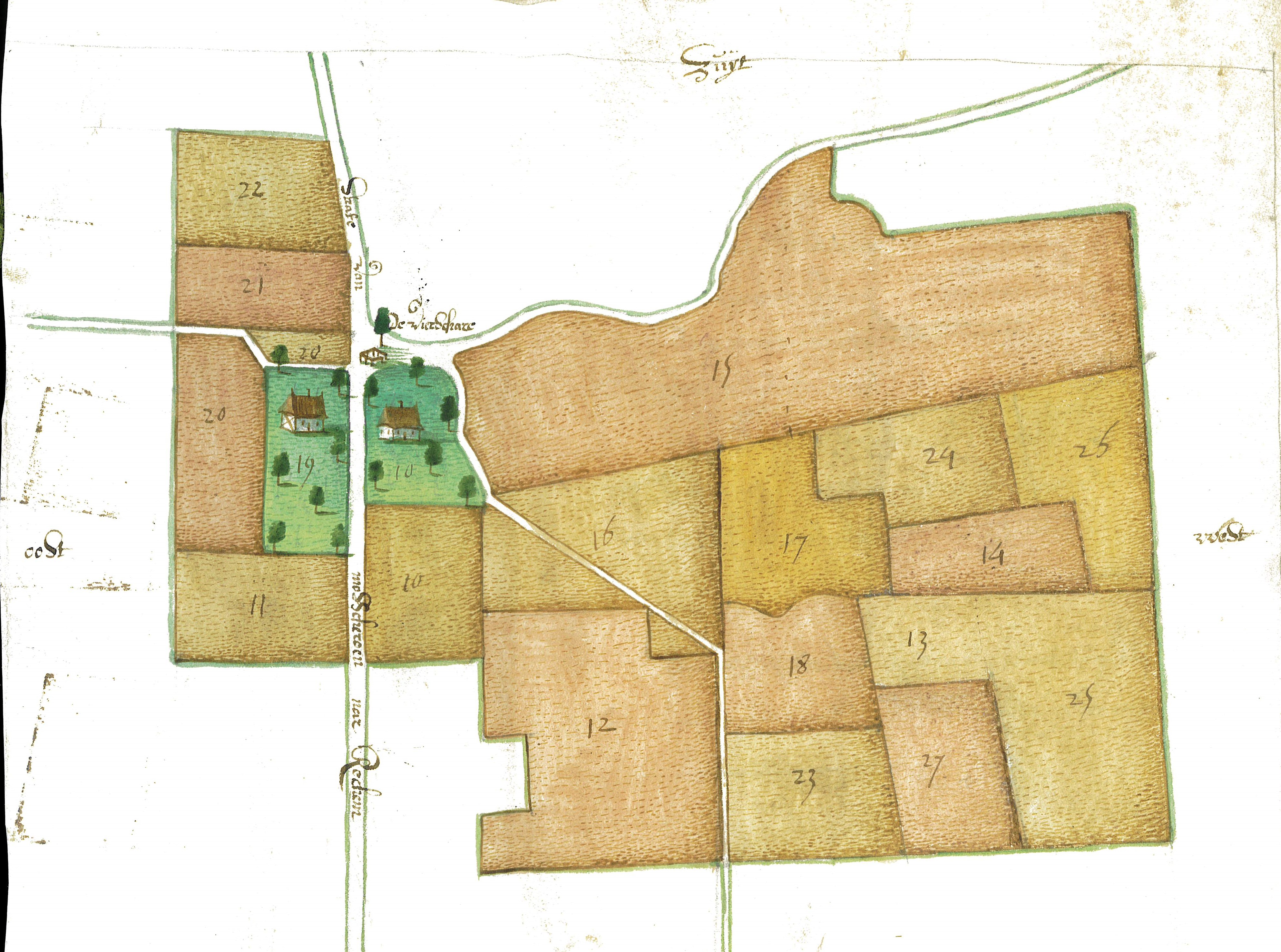
(4) Dorp met vierschaar en gronden 10 tot 27
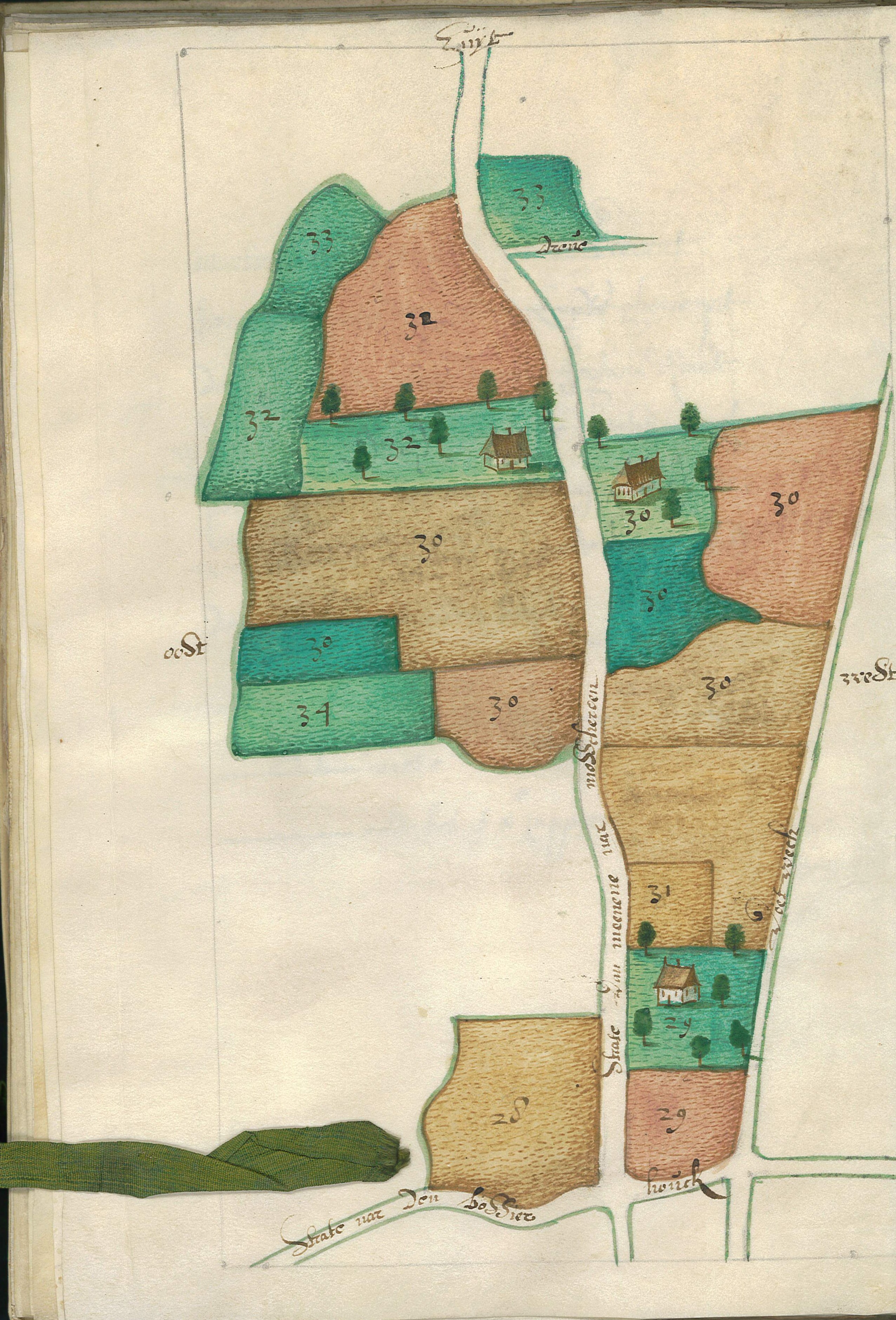
(5) Gronden 28 tot 34

### Nageschiedenis
Na de Franse Revolutie (1789-1799) en de Bataafse Revolutie van 1795 werden de heerlijkheden in de Nederlanden afgeschaft. De lokale heerlijkheden werden toen opnieuw samengevoegd om de gemeente Rekkem te vormen.
In 1848 werd in het aangrenzend gehucht Risquons-Tout het uit Parijs vertrokken anti-royalistisch revolutionair Belgisch legioen verslagen.
De E17/A14 te Rekkem, die over een deel van ten Bulcke ligt, werd in september 1970 geopend als toenmalige E3.
Vanaf 1977 maakt Rekkem deel uit van de stad Menen.

## Heren van ten Bulcke

### Van Lampernissen
| Familiewapen van Lampernisse | - Robrecht van Lampernisse (1241-1255), toen de heerlijkheid nog tot Rechem behoorde. Het wapen van de familie Van Lampernisse bestond uit een schild met 3 kepers zoals dit van de stad Menen (oorspronkelijk zwart en vanaf midden 19de eeuw rood). Waarschijnlijk was de familie daar meerdere generaties gevestigd. De van Lampernissens bezaten net als de familie van Rechem nog andere gronden waarvan beide families een deel zouden afstaan aan de Augustijnenabdij van Zonnebeke. |

### Van Rechem
| Familiewapen Van Rechem | De familie van Rechem vanaf 1365 tot zeker 1502 - 1365 Gilles van Rechem, (voor 1323-1370) ridder van Jeruzalem, nazaat van Iohannes de Rechem (c. 1205) en de eerste heer van het afgesplitste ten Bulcke. Hij was gehuwd met Maria van Steelant en ook Margareta vrouwe van ten Dale wordt vernoemd. Hij heeft directe afstammelingen tot minstens 1592 met het overlijden van Florence de Rechem, burggravin van Oudenaarde. Hun wapen was: zilver, een keper sabel of zwart met een boordsel van hetzelfde. - Daniel van Rechem (geboren tussen 1253 en 1373), huwde met Anne van Massemen van Rasseghem en kocht de aangrenzende Heerlijkheid Ter Hagen. - Olivier van Rechem in 1388, huwde met Barbara van Halewijn - Catharina Van Rechem (geboren tussen 1275 en 1335), gehuwd met Wouter Van Grysperre Het is niet duidelijk of onderstaande afstamming met burggraven nog heren van ten Bulcke waren. Wel wordt Jan van Rechem, zoon van Adriaan, nog als heer vernoemd in het jaar 1502. - Guillaume - Willem van Rechem (????-????), huwde in 1408 met Alix van Hermelghem (bronnen vermelden ook Marguerite Cabiliau). Hij werd burggraaf van Oudenaarde omstreeks 4 februari 1422. - Wauter I van Rechem (????-1458), burggraaf van Oudenaarde en heer van Kerkhove, huwde in 1430 met Marie de Grammez. - Yde van Rechem, echtgenote van ridder Josse van der Heyden - Richard van Rechem (1450-????), huwde Jehanne de Schietere - Wauter II van Rechem (1459-1490 of 1505), burggraaf van Oudenaarde en heer van Kerkhove, huwde met Marguerite van Marcke (de Lumene de Marcke) - Josse van Rechem (1480-1512), burggraaf van Oudenaarde en heer van Kerkhove, huwde met Barbe Peeters Stommelins - Florence van Rechem (Oudenaarde, c. 1510 - na 1592), huwde in august 1527 met Filips van Lalaing (1503-1550), zoon van de eerste graaf van Hoogstraten Antoon I van Lalaing en Isabeau de Haubourdin. Zij waren de voorouders van de tak De Lalaing-La Mouillerie. |

### Van Walem
| Familiewapen van Walem | Hun wapenschild was dit van het grondgebied en de huidige Mechelse deelgemeente Walem - Roeland van Walem, verhief ten Bulcke op 22 februari 1549 als voogd van zijn 15-jarige zoon Pieter. - Pieter van Walem (1534) tot de verkoop in mei 1607. |

### D'Ablaing
| Familiewapen D'Ablaing | De familie d'Ablaing vanaf minstens 1598 wanneer Dominicus Vanderspiere al de ontvanger is voor de familie op Den Bulcke. - Pieter d'Ablaing I (?- c. 1606) gehuwd met Magdaleene Harmaer. Zij was dame de ten Bulcke vanaf c. 1606 - Pieter d'Ablaing II van 1615 tot zijn overlijden in 1636 - Jan d'Ablaing van 1636 tot ongeveer 1673 - Pieter Jan d'Ablaing vanaf 1673 |

### Raellen (Raelin)
| Familiewwapen van Raellen | Hun wapenschild is doorsneden met goud en zwart met drie everzwijnskoppen van het een in het andere, geplaatst 2 en 1. - Georges de Raellen (27 januari 1627, Komen-1 april 1694, Gent) Heer van Ten Bulcke gehuwd met Pétronille Everhaert. Zoon van Martin Raellen (1570, Komen-14 augustus 1631, Komen) en broer van Clair, Jean en Gilles. - Pierre Raellen (1669-7 april 1708), zoon van Georges de Raellen en gehuwd op 28 maart 1694 te Gent met Barbe Bom (????-1702) - Anne Philippine Raellen (1701-29 mei 1730) - Jan Baptiste Raellen (1 maart 1696, Gent - 29 januari 1761, Aalst) Heer van ten Bulcke, etc. Bailliu van den Lande ende Prinsdomme van Gaveren, tot Gendt, op de Groenselmart. Hij was de zoon van Pierre Raellen, in 1717 gehuwd met Agathe Marie Thérèse Dommer de Poldersvelt (1695-1767, Aalst) - Jor. Petrus Johannes Raellen / jonker Pieter-Jan Raellen van ten Bulcke, griffier te Aalst voor het vorstendom van de Heren van Gavere. Hij huwde Maria Anna Vander Meere op 7 september 1720 met de getuige Joannes Vander Meere en Joannes Baptiste Raellen. Hij zou de broer van Jan Baptiste kunnen zijn en griffie akten door hem ondertekend zijn gevonden van 1747 tot minstens 1779. - Marie Lucrèce Agathe Thérèse Raellen (1728, Aalst - 10 mei 1779, Brussel), dame de Ten Bulcken en dochter van Jan Baptiste Raellen. |

### Van Poldersveldt
| Familiewapen van Poldersveldt | - 1778-1792 Gijsbert Gerard Dommer van Poldersveldt, heer van Poldersveldt, Langenhagen, de Herdingh en Ten Bulcke, zoon van Joannes Franciscus Dommer en Maria Lucretia Agatha Theresia Raellen van ten Bulcke (1728-1779). |

In 1795 werd het Ancien régime met de daarbij horende heerlijkheden afgeschaft om vervangen te worden door de Franse communes of gemeenten.

## Nabijgelegen
Aalbeke, Castert, Halluin, Lauwe, Rekkem, Moeskroen, Neuville-en-Ferrain, Paradijs, Risquons-Tout, Purgatoire (nl:Vagevuur).